# إدواردو فيلاغرا
إدواردو فيلاغرا (بالإسبانية: Eduardo Villagra)‏ (18 مارس 1990 بسانتياغو في تشيلي - ) هو لاعب كرة قدم تشيلي في مركز الدفاع. لعب مع نادي أونيفرسيداد كاتوليكا وسان لويس دي كويلوتا وبويرتو مونت ‏ وديبورتيس نافال.